# Rocky Ford (Colorado)
Rocky Ford és una població dels Estats Units a l'estat de Colorado. Segons el cens del 2000 tenia 4.286 habitants.

## Demografia
Segons el cens del 2000, Rocky Ford tenia 4.286 habitants, 1.655 habitatges, i 1.136 famílies. La densitat de població era de 973,4 habitants per km².
Dels 1.655 habitatges en un 33% hi vivien nens de menys de 18 anys, en un 48,1% hi vivien parelles casades, en un 15,5% dones solteres, i en un 31,3% no eren unitats familiars. En el 28% dels habitatges hi vivien persones soles el 12,7% de les quals corresponia a persones de 65 anys o més que vivien soles. El nombre mitjà de persones vivint en cada habitatge era de 2,53 i el nombre mitjà de persones que vivien en cada família era de 3,07.
Per edats la població es repartia de la següent manera: un 28,2% tenia menys de 18 anys, un 8,7% entre 18 i 24, un 23,9% entre 25 i 44, un 21,6% de 45 a 60 i un 17,6% 65 anys o més.
L'edat mediana era de 37 anys. Per cada 100 dones de 18 o més anys hi havia 91,2 homes.
La renda mediana per habitatge era de 23.359 $ i la renda mediana per família de 29.470 $. Els homes tenien una renda mediana de 26.271 $ mentre que les dones 17.485 $. La renda per capita de la població era de 12.742 $. Entorn del 14,6% de les famílies i el 20,3% de la població estaven per davall del llindar de pobresa.

## Poblacions més properes
El següent diagrama mostra les poblacions més properes.